# ترابيست-1e
ترابيست-1 إي (بالإنجليزية: TRAPPIST-1e)‏ هو كوكب خارج المجموعة الشمسية، في كوكبة الدلو، يدور حول النجم القزم فائق البرودة ترابيست-1، تبلغ فترته المدارية 6.09962 يوم. يشكل ترابيست-1 إي واحدًا من سبعة كواكب خارجية جديدة تدور حول نجمها، اكتُشفت باستخدام أرصاد تلسكوب سبيتزر الفضائي. ثلاثة كواكب (إي، إف، جي) من أصل سبعة واقعة في المنطقة الصالحة للحياة. يشابه ترابيست-1 إي الأرض من ناحية الكتلة، ونصف القطر، والكثافة، والجاذبية، ودرجة الحرارة، والتدفق النجمي. أُكِّد أيضًا وجود غلاف جوي متراص شبيه بالأغلفة الجوية للكواكب الصخرية في نظامنا الشمسي. حدد الباحثون في نوفمبر عام 2018 ترابيست-1 إي من بين سبعة كواكب في نظام كوكبي متعدد؛ بصفته أكثر الكواكب لديه الفرصة في أن يكون كوكبًا محيطيًا شبيهًا بالأرض، وبصفته الكوكب الذي يستحق الدراسة بشكل أكبر فيما يتعلق بصلاحيته للحياة. وفقًا لكاتالوغ صلاحية الحياة على الكواكب، يُعد ترابيست-1 إي واحدًا من أكثر الكواكب الخارجية المكتشفة حتى الآن التي تتمتع باحتمالية صلاحية الحياة على سطحها.

## خصائصه

### الكتلة، ونصف القطر، ودرجة الحرارة
اكتُشف ترابيست-1 إي بواسطة طريقة العبور، إذ حجب الكوكب نسبة صغيرة من ضوء النجم المضيف (الذي يدور حوله) أثناء عبوره بينه وبين كوكب الأرض. سمح هذا للعلماء بتحديد نصف قطره بشكل دقيق وقد بلغ 0.910 من نصف قطر الأرض، مع هامش خطأ تتراوح قيمته بين 166 و 172 كيلومتر. ساعدت اختلافات تواقيت العبور والمحاكاة الحاسوبية المتطورة على الإحاطة  بقيمة كتلة الكوكب التي تساوي 0.772 من كتلة الأرض. تمكن العلماء بواسطة تحديد نصف قطر وكتلة الكوكب ترابيست-1 إي بهوامش خطأ منخفضة من حساب كثافة الكوكب، وجاذبية سطحه، وتكوينه بدقة. يعتبر ترابيست-1 إي كوكبًا غير عادي في نظامه؛ لأنه الكوكب الوحيد الذي يتكون من صخور الحديد النقية، والوحيد الذي يتمتع بكثافة أعلى من كثافة الأرض (يظهر أنّ الكوكب ترابيست-1 سي صخري بالكامل، لكن سماكة غلافه الجوي تقلل كثافته). تبلغ كثافته حوالي 5.65 غرام/سنتيمتر مكعب، وهي تساوي 1.024 من كثافة الأرض التي تبلغ 5.51 غرام/سنتيمتر مكعب. تعني كثافة ترابيست-1 إي العالية أن تركيبه مشابه لتركيب الأرض وسطحه صخري صلب. وهذا ما يشكل حالة غير اعتيادية في النظام الكوكبي للنجم ترابيست-1، إذ تتغطى معظم كواكبه بغلاف جوي سميك من الأبخرة، أو تكون كواكب محيطية سائلة بالكامل (تغطي المياه كامل سطحها)، أو كواكب مغطاة بالجليد. تبلغ جاذبية ترابيست-1 إي 93%  من جاذبية سطح كوكب الأرض، وهي ثاني أعلى جاذبية في هذا النظام الكوكبي. غير أنه يحتل المركز الثالث من ناحية الكتلة ونصف القطر بين كواكب هذا النظام.
تبلغ درجة حرارة التوازن المحسوبة للكوكب 246.1 كلفن (-27.1 درجة مئوية، -16.7 فهرنهايت) وبياضه يساوي الصفر. يجب أن تبلغ درجة حرارة التوازن للكوكب 255 كلفن (-48 درجة مئوية، -55 فهرنهايت) ليكون بياضه مشابهًا لبياض الأرض الذي يبلغ 0.3.

### مداره
يدور ترابيست-1 إي قريبًا من نجمه المضيف. يستغرق لإكمال دورة واحدة حول نجمه ترابيست-1 6.009 يومًا أرضيًا (146 ساعة تقريبًا). يبعد عن نجمه مسافة 0.02928285 وحدة فلكية، بمعنى آخر، أقل من 3% من المسافة الفاصلة بين الشمس والأرض. بالمقارنة مع كوكب عطارد -أقرب كوكب من الشمس في نظامنا الشمسي- فهو  يستغرق 88 يوم ليتم دورة حول الشمس، ويفصله عن الشمس مسافة 0.38 وحدة فلكية. على الرغم من قرب ترابيست-1 إي من نجمه المضيف، فإنه لا يحصل إلا على 60% من كمية الضوء الذي تتلقاه الأرض من الشمس، بسبب انخفاض لمعان نجمه.

### نجمه المضيف
يدور ترابيست-1 إي حول نجم قزم فائق البرودة يسمى ترابيست-1. تبلغ كتلة هذا النجم 0.089 من كتلة الشمس، ويبلغ نصف قطره 0.121 من نصف قطر الشمس. تبلغ درجة حرارته 2516 كلفن، ويتراوح عمره بين 3 و 8 مليارات عام. بالمقارنة مع عمر الشمس الذي يبلغ 4.6 مليار عام ودرجة حرارتها 5778 كلفن. يعَد هذا النجم غنيًا بالمعادن، وتبلغ معدنيته (نسبة الحديد إلى الهيدروجين)  0.04 أو 109% من معدنية الشمس. ويعتبر هذا غريبًا لأنّ النجوم ذات الكثافة المنخفضة التي تقع على الحدود بين أقزام بنية وبين نجوم مُدمِجة للهيدروجين (تنشط في داخلها عمليات الاندماج النووي للهيدروجين) يفترض أن تكون أقل معدنية من الشمس. يبلغ لمعانه 0.0522%  من لمعان الشمس. يبلغ مقدار لمعانه الظاهري 18.8، بمعنى آخر، كيف يبدو لمعان النجم من الأرض، لذلك فهو خافت جدًا ليُرى من الأرض.

## صلاحية الحياة
أُعلن أنّ الكوكب ترابيست-1 إي يدور حول نجمه في المنطقة الصالحة للحياة، وهي المنطقة التي توجد فيها الظروف والخصائص الجوية المناسبة، فيكون وجود المياه السائلة على سطح الكوكب ممكنًا. يبلغ نصف قطر ترابيست-1 إي حوالي 0.91 من نصف قطر الأرض، فمن المحتمل أن يكون كوكبًا صخريًا. نجمه المضيف هو قزم أحمر فائق البرودة، تساوي كتلته 8% فقط من كتلة الشمس (تقع على الحدود بين أقزام بنية وبين نجوم مُدمِجة للهيدروجين). نتيجةً لهذا، تعيش نجوم مثل ترابيست-1 بين 4 إلى 5 ترليون عام،  أي أنها تعيش أطول مما ستعيشه الشمس بنحو 400 إلى 500 مرة. وبسبب هذه الفترة الطويلة من الزمن التي سيعيشها هذا النجم، يُحتمل أن يكون من آخر النجوم الباقية عندما يصبح عمر الكون  أكبر مما هو الآن، عندما سيٌستهلك الغاز اللازم لتشكل النجوم فتبدأ النجوم المتبقية بالتلاشي.
يُحتمل أن يكون هذا الكوكب مقيدًا مديًا، إذ يواجه (نصف كرة واحد من الكوكب) جانب واحد من الكوكب بشكل دائم للنجم المضيف، ويغرق الجانب الآخر في ظلام أبدي. ومع ذلك ستتوفر شريحة بين هذين الجانبين المتباينين صالحة للسكن، وهي تُدعى خط الغَلَس (خط  يفصل بين الوجه المضيء والوجه المظلم للكوكب)، فقد تكون درجات الحرارة (273 كلفن، 0 درجة مئوية، 32 فهرنهايت) ملائمة لوجود ماء سائل. بالإضافة إلى ذلك، ربما يكون قسم كبير من الكوكب صالحًا للحياة إن كان يدعم غلافًا جويًا سميكًا بما يكفي لينقل الحرارة إلى الوجه المظلم من الكوكب.
كشفت دراسات مفصلة بشكل أكبر في عام 2018 مجراة على ترابيست-1 إي والكواكب الأخرى في نظام نجم ترابيست-1 أنّ ترابيست-1 إي واحد  من أكثر العوالم المُكتشفة المشابهة للأرض، فنصف قطره يساوي 91% من نصف قطر الأرض، وتساوي كتلته 77% من كتلة الأرض، وتبلغ كثافته 102.4% من كثافة الأرض (5.65 غرام/سنتيمتر مكعب)، وتصل جاذبيته إلى 93%  من جاذبية سطح الأرض. وأُكد أنّ ترابيست-1 إي كوكب صلب ذو سطح صخري. وهو بارد بما يكفي لتتجمع المياه السائلة على سطحه، ولكنه ليس باردًا جدًا لدرجة تجمد المياه على سطحه بشكل مشابه لما يحدث على كواكب ترابيست-1 (إف، جي، إتش). تصل التدفقات النجمية للكوكب بمقدار 0.604 مما تصل إلى الأرض، أي أقل من الأرض بمقدار الثلث، ولكن أكثر بكثير من كوكب المريخ. تتراوح درجة حرارة توازنه بين 225 كلفن (-48 درجة مئوية، -55 فهرنهايت) و 246.1 كلفن (-27.1 درجة مئوية، -16.7 فهرنهايت)، يعتمد هذا على كمية الضوء التي يعكسها الكوكب إلى الفضاء. أُكّد أنّ الغلاف الجوي للكوكب متراص وخالٍ من الهيدروجين على غرار الكواكب الصخرية في نظامنا الشمسي، ما يزيد فرص صلاحية الحياة. يُعتبر الهيدروجين أحد أقوى الغازات الدفيئة، لذا إن كان متوفرًا لدرجة اكتشافه فهذا يعني أنّ سطح ترابيست-1 إي غير صالح للحياة. وبسبب عدم وجود غلاف جوي كهذا، تزيد فرص الكوكب في امتلاك غلاف جوي شبيه بالغلاف الجوي للأرض.
سيكون ترابيست-1 إي من أوّل أهداف تلسكوب جيمس ويب الفضائي المخطط إطلاقه في آذار من عام 2021، نظرًا لكونه أحد أكثر الكواكب الخارجية الواعدة الصالحة للسكن المعروفة. وسيسمح هذا التلسكوب بإجراء تحليلات مكثفة للغلاف الجوي للكوكب، ما يسهل عملية البحث عن إشارات (تواقيع) كيميائية للحياة أو عن البصمات الحيوية.

## الاكتشاف
أكتشف في 2017، وكانت طريقة الاكتشاف عبور فلكي.